# Saropogon platynotus
Saropogon platynotus là một loài ruồi trong họ Asilidae. Saropogon platynotus được Loew miêu tả năm 1847. Loài này phân bố ở vùng Cổ Bắc giới và châu Á.